# Tlacoachistlahuaca (kommun)
Tlacoachistlahuaca är en kommun i Mexiko.   Den ligger i delstaten Guerrero, i den sydöstra delen av landet, 290 km söder om huvudstaden Mexico City. Antalet invånare är 18 055. Arean är 451 kvadratkilometer.
Terrängen i Tlacoachistlahuaca är kuperad söderut, men norrut är den bergig.
Följande samhällen finns i Tlacoachistlahuaca:
- Tlacoachistlahuaca
- San Pedro Cuitlapan
- Rancho Viejo
- Terrero Venado
- San Jerónimo
- La Trinidad
- Guadalupe Mano de León
- El Limón Guadalupe
- El Capulín
- Yoloxóchitl
- Juquila Yucucani
- San Martín
- La Guadalupe
- Jiquimillas